# Детский брак
Де́тский брак, согласно определению ЮНИСЕФ, — официально заключённый брак или неофициальный союз с лицом, не достигшим 18 лет. Минздрав США и некоторые исследователи относят к детскому браку также обручение малолетних и их бракосочетание по решению суда при подростковой беременности.
При этом в различных культурах и религиях, у разных народов и в разные времена можно найти непохожие представления о том, какой брак следует считать слишком ранним и почему. На протяжении многих веков ранние по современным представлениям браки были вполне обычным делом, допускались религией, законами и обычаями. И сейчас в отдельных странах и регионах минимальный возраст вступления в брак, установленный законом, составляет менее 18 лет; в других — вступление в брак до 18 лет допускается по согласию родителей, в связи с беременностью или другими особыми обстоятельствами; в третьих — культурные традиции и религиозные установления могут оказаться сильнее официальных правовых норм.
В конце XX — начале XXI века наибольшее количество детских браков заключалось в бедных развивающихся странах и в малообеспеченных семьях. По последним доступным данным, детский брак наиболее распространён в некоторых частях Африки, Южной, Юго-Восточной и Западной Азии, Латинской Америки и Океании. Доля детских браков в большинстве мест устойчиво снижается, но остаётся очень высокой — свыше 60 % — в Нигере, Чаде, Мали, Бангладеш, Гвинее и ЦАР. Самые ранние браки массово отмечаются в Нигере, Чаде, Бангладеш, Мали и Эфиопии — более 20 % бракосочетаний происходят в возрасте до 15 лет (по данным исследований 2003—2009 годов).
Среди причин заключения детских браков можно отметить бедность, обычаи выкупа невесты и дачи приданого, местные культурные традиции, законы, разрешающие ранний брак, религиозное и социальное давление, религиозные правила, опасения не выйти замуж/не жениться во взрослом возрасте, неграмотность, невозможность трудоустройства женщин на оплачиваемую работу (существующая или ожидаемая).
Как юноши, так и девушки вступают в браки в раннем возрасте, но малолетних невест намного больше, и большинство из них — девушки из семей, находящихся в тяжёлой социально-экономической ситуации.

## История

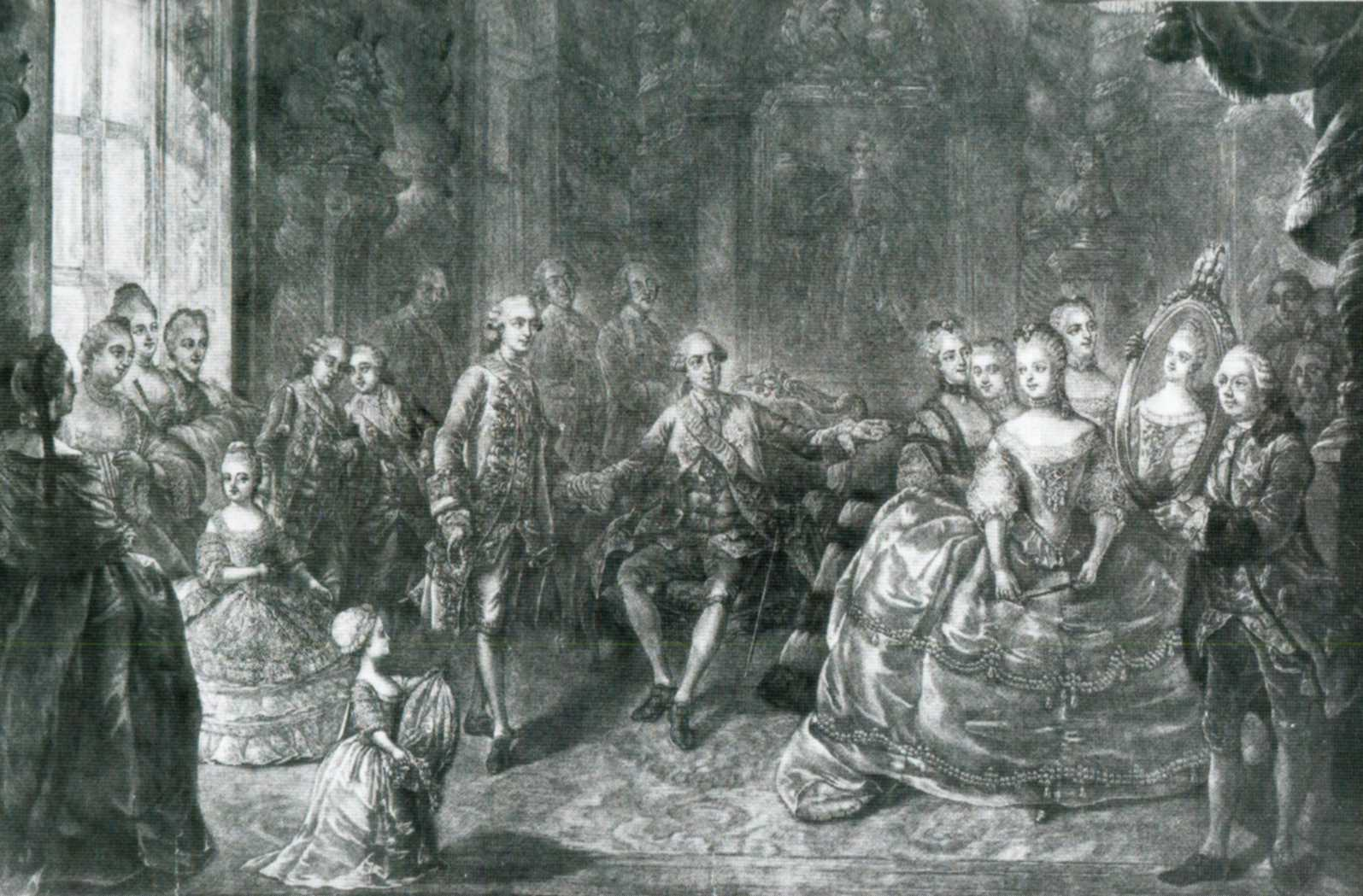
Смотрины Марии-Антуанетты в Версале. Она вышла замуж в 15 лет

Ранний по современным представлениям брак прежде был обычным и общепринятым на протяжении многих веков и в большинстве населённых мест по всему миру. В Античности и в Средние века девушек чаще всего обручали в возрасте половой зрелости и даже раньше. Только в XX веке эти традиции были поставлены под сомнение, когда вначале стала наблюдаться тенденция к повышению возраста первого бракосочетания, а затем и государства стали повышать минимальный возраст вступления в брак.
Как утверждает М. А. Фридман (M. A. Friedman), в Древнем Израиле только отец мог решать, когда и за кого выйдет замуж его дочь, и это даже не обсуждалось; при том многих девушек выдавали замуж до 15 лет, часто в самом начале полового созревания. В Средние века большинство евреек также выходили замуж в юном возрасте. Рут Ламдан (Ruth Lamdan) пишет, что «в „Респонсе“ XVI века и других источниках множество упоминаний и ссылок свидетельствуют о том, что детский брак тогда был самым обычным делом и считался нормой. В этой связи важно помнить и о том, что в „Галахе“ термин „несовершеннолетняя“ относится к девочке в возрасте до 12 лет и одного дня. А в двенадцать с половиной лет девушка уже считалась во всех отношениях взрослой».
В Греции также одобрялись раннее замужество и материнство, и даже от юношей ожидалось вступление в брак в подростковом возрасте. В те времена, когда средняя ожидаемая продолжительность жизни составляла от 40 до 45 лет, ранние браки и ранние деторождения были вполне типичными и оправданными. В Римской империи был установлен минимальный возраст вступления в брак в 12 лет для девушек и в 14 лет для юношей.
Законодательство средневековой Англии, во многом основанное на римском праве, также допускало ранние браки, и они обычно совершались до 16 лет. В Китае в имперский период его истории детский брак тоже считался нормой.

## Религиозные нормы и государственные законы
Большинство известных в истории религий так или иначе устанавливали минимальный возраст вступления в брак. Христианское каноническое право
запрещало выдавать девушку замуж до достижения возраста полового созревания, а индийские Веды — ещё три года после этого возраста. Иудейские учёные и раввины категорически не одобряли вступление в брак ранее половой зрелости, но в то же время делали исключение: девочки и девушки в возрасте от 3 до 12 лет могли быть обручены или выданы замуж по воле их отцов.
Католическая церковь до принятия Кодекса канонического права 1917 года устанавливала минимальный возраст заключения расторжимой помолвки (лат. sponsalia de futuro) в семь лет. Минимальным возрастом заключения действительного брака считалось либо фактическое достижение половой зрелости, либо номинально 14 лет для юношей и 12 лет для девушек. Кодекс 1917 года поднял его до 16 лет для юношей и 14 лет для девушек; ныне действующий Кодекс канонического права, принятый в 1983 году, оставил 16 лет для юношей и 14 лет для девушек.
В исламских брачных правилах иногда допускается замужество девочек моложе 10 лет, потому что законы шариата отчасти основаны на высказываниях и поступках пророка Мухаммеда, частично описанных в сборниках хадисов «Сахих аль-Бухари» и «Сахих Муслим». Согласно этим источникам, Мухаммед женился на Аише, третьей из его жён, когда ей было шесть или семь лет и фактически вступил в супружеские отношения с Аишей, когда ей было примерно девять или десять лет. Некоторые из известных исламских учёных предполагают, что тут имелся в виду не буквально хронологический возраст; брачный возраст в мусульманской религии наступает, когда ответственные за девочку люди понимают, что она достигла половой зрелости. Но это — непрофессиональное и довольно субъективное определение наступления половой зрелости, и среди многих мусульман и некоторых исследователей ислама распространены сильные убеждения в том, что выдача замуж девушек моложе 13 лет допустима по законам шариата.
Несмотря на то, что к началу XXI века законами большинства стран общий минимальный возраст вступления в брак был установлен в 18 лет, во многих странах (причём не только в развивающихся или религиозных) предусмотрены исключения, дозволяющие вступление в брак ранее этого возраста по согласию родителей и/или по решению суда. В одних странах религиозный брак по-прежнему признаётся властями государства наряду со светским или даже вместо него, в других — обязателен зарегистрированный гражданский брак.
Иногда власти светского государства наказывают служителей культа, которые освящают заключение брака с лицом, не достигшим по национальному законодательству брачного возраста. Например, в Кыргызстане в 2016 году принят закон, наказывающий в уголовном порядке (от 3 до 6 лет лишения свободы) представителей духовенства (а также родителей новобрачных), которые участвуют в освящении брака с лицом, не достигшим брачного возраста. Наказания за проведение негосударственных, в том числе религиозных, брачных церемоний с малолетними новобрачными существуют также в Индии, Канаде и США.
Фонд ООН в области народонаселения сообщил о том, что:

В 2010 году 158 стран сообщали о том, что по их законам минимальный возраст вступления женщины в брак без согласия родителей или властей составляет 18 лет. Однако в 146 странах государственные законы или законы местных обычаев позволяют вступление в брак девушек моложе 18 лет с согласия родителей или властей; в 52 странах девушка моложе 15 лет может выйти замуж с согласия её родителей. Иная ситуация для мужчин. В 180 странах минимальный возраст свободного вступления в брак мужчины составляет 18 лет. Кроме того, в 105 странах возможно вступление в брак юношей моложе 18 лет с согласия их родителей или соответствующих органов власти, а в 23 странах юноша моложе 15 лет может жениться с согласия его родителей.
Оригинальный текст (англ.)In 2010, 158 countries reported that 18 years was the minimum legal age for marriage for women without parental consent or approval by a pertinent authority. However, in 146 countries, state or customary law allows girls younger than 18 to marry with the consent of parents or other authorities; in 52 countries, girls under age 15 can marry with parental consent. In contrast, 18 is the legal age for marriage without consent among males in 180 countries. Additionally, in 105 countries, boys can marry with the consent of a parent or a pertinent authority, and in 23 countries, boys under age 15 can marry with parental consent.

Законодательное разрешение ранних браков не обязательно приводит к их распространённости, но определённая корреляция между этими явлениями существует. В США, по данным переписи 1960 года, 3,5 % девушек вышли замуж до 16 лет, а ещё 11,9 % — в возрасте от 16 до 18 лет. В штатах, где был установлен меньший брачный возраст, доля детских браков была большей. Но в исламских странах корреляция между законодательным установлением большего брачного возраста и фактическим распространением детских браков не прослеживается. В тех из них, где ислам установлен в качестве государственной религии, признаётся приоритет законов шариата, и в случае противоречий суды часто выносят решения в соответствие с шариатскими установлениями, а не действующими государственными законами, и могут таким образом разрешать заключение ранних браков, недопустимых по гражданскому законодательству. По данным ЮНИСЕФ, во всех странах с наибольшей долей ранних браков — Нигере, Чаде, Мали, Бангладеш и Гвинее — мусульмане составляют большинство населения.

## Юноши и девушки

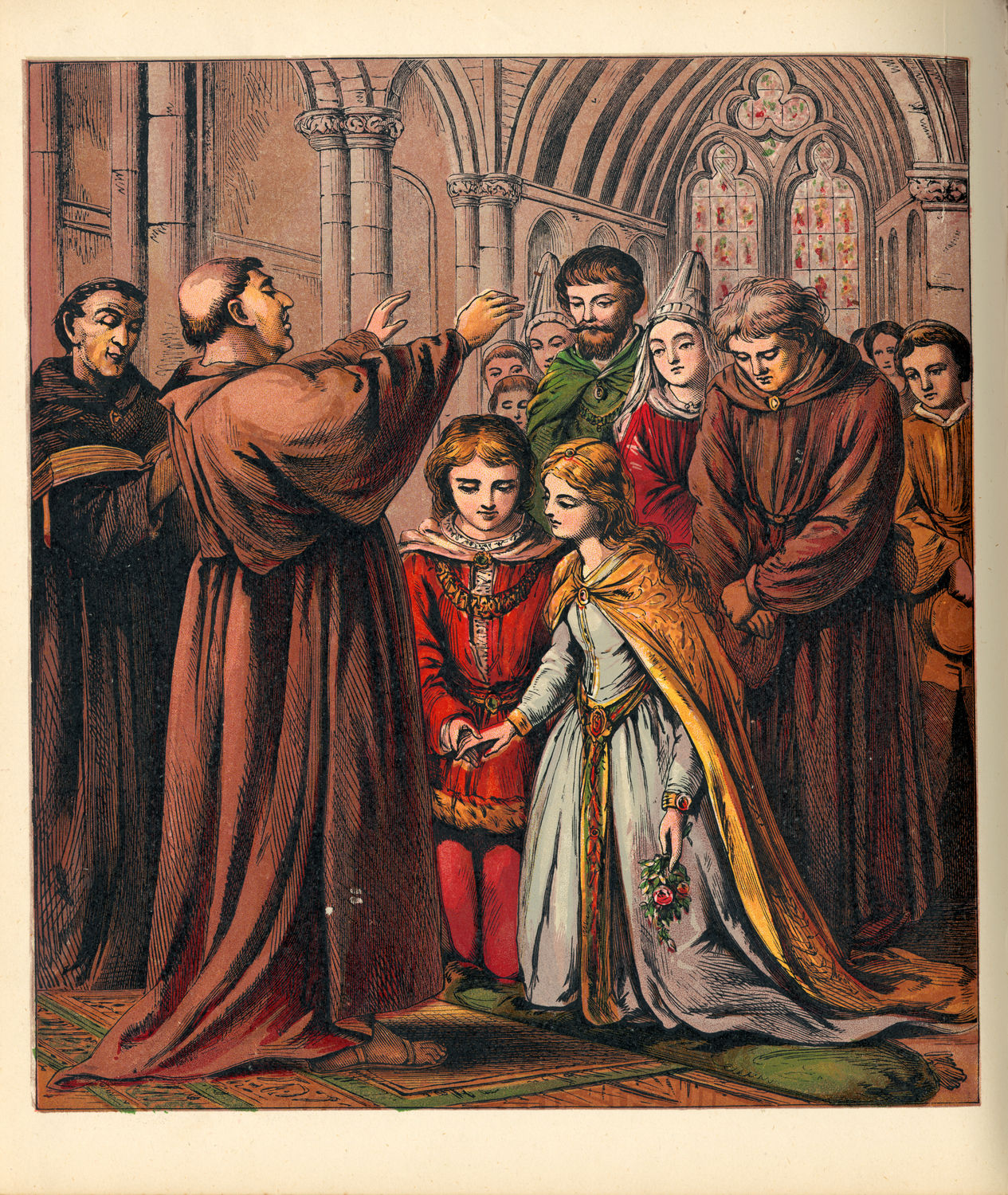
Венчание юных новобрачных в Средние века

В известной истории детских браков вступление в брак малолетних девушек наблюдалось намного чаще, чем малолетних юношей, и сейчас, по данным ЮНИСЕФ, малолетних невест непропорционально много по сравнению с малолетними женихами. Однако вступление в брак несовершеннолетнего юноши тоже нельзя назвать исключительно редким явлением: по данным на сентябрь 2014 года, 156 миллионов мужчин моложе 18 лет были женаты. Но вопрос о причинах и последствиях детского брака для малолетнего мужа изучен недостаточно.

## Причины детских браков
По данным ЮНФПА, факторами, способствующими распространению детских браков, являются: бедность и связанные с ней экономические стратегии выживания, гендерное неравенство, вопросы владения землёй и другой собственностью, контроль над сексуальностью и защита чести семьи, традиции и культура, невозможность обеспечить безопасность жизни незамужней женщине (последнее особенно актуально во время войны, голода или эпидемии). Среди других причин можно отметить использования браков для решения вопросов о власти и об отношениях между семьями. Распространение детских браков может быть связано с быстрым ростом населения, большим количеством детей-сирот, эпидемиями различных заболеваний.

### Приданое и выкуп

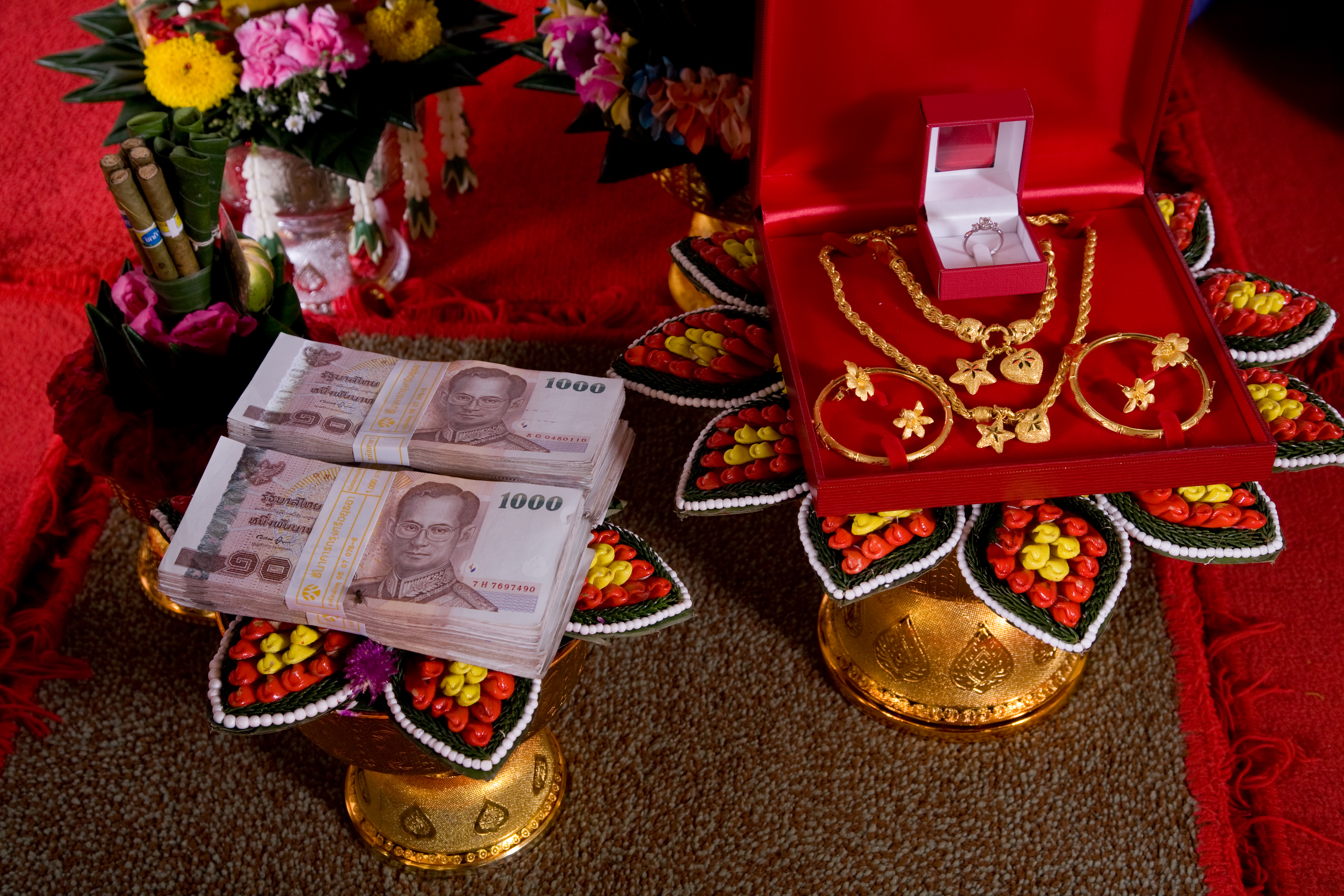
Тайская традиционная церемония подношения выкупа за невесту

Древняя традиция дачи приданого невесты в некоторых регионах сохранилась и сейчас. Нередко для родителей невесты сбор приданого приводит к слишком большим расходам, особенно во времена экономических кризисов, преследований, непредсказуемых изъятий собственности и установления дискриминационных налогов вроде джизьи. Подобные экономические трудности часто побуждают родителей обручать и выдавать замуж свою дочь сразу же, как только у них будет достаточное приданое, невзирая на возраст дочери. С. Д. Гойтен (S. D. Goitein) отмечает, что у европейских евреев также есть такая традиция — выдавать дочь замуж как можно раньше, сразу же, как родители соберут устраивающее жениха приданое.
В традициях других народов присутствует практика выкупа невесты — когда, наоборот, жених (или его родители) должен внести плату деньгами или другим имуществом родителям невесты за их согласие на брак. В некоторых странах, чем моложе невеста, тем больший выкуп за неё можно получить. Такая практика ещё более способствует ранним бракам девушек. Бывает, что родители невесты оказываются в настолько тяжёлом материальном положении, что для них «продать» дочь замуж — единственный выход из него; другие же заранее рассматривают дочерей как некий товар и источник дохода для семьи. Таким образом, традиция выкупа невест иногда приводит не только к ранним бракам, но и к торговле детьми.

### Преследование, вынужденное переселение и рабство
Рост количества ранних браков наблюдается также в наиболее тяжёлых и опасных ситуациях, таких как войны, принудительное обращение в религию, взятие местных жителей в плен и обращение их в рабство, депортация и вынужденное переселение, массовые задержания. Поскольку в большинстве таких ситуаций мужчины гибнут или лишаются свободы чаще, чем женщины, возникает дефицит подходящих женихов, что вынуждает родителей девушки выдавать её замуж при первой же возможности, пока жених не ушёл или ещё чего-нибудь не случилось. До XIX века преследования цыган и евреев в Европе, захват рабов в Западной Африке европейскими колонизаторами, а в Индии и Афганистане — мусульманскими, приводили к росту доли детских браков среди народов, ставших жертвами этого насилия.
Так, по данным New York Times и других исследователей, основной причиной распространения детских браков в Индии стало её завоевание мусульманами, начавшееся более тысячи лет назад. Захватчики часто насиловали незамужних индийских девушек или похищали их в качестве трофеев, и раннее вступление в брак представлялось защитой от этого. В подобной ситуации оказались и сефарды под властью мусульман в X—XIII веках, и среди сефардов ранние браки девушек также получили распространение, а ещё большее распространение они получили среди евреев, изгнанных из Испании в Оттоманскую империю. Среди восточных сефардов, живших в регионах с мусульманским большинством, это продолжалось и в XIX веке.

### Бедность, социальное давление, страх и чувство незащищённости

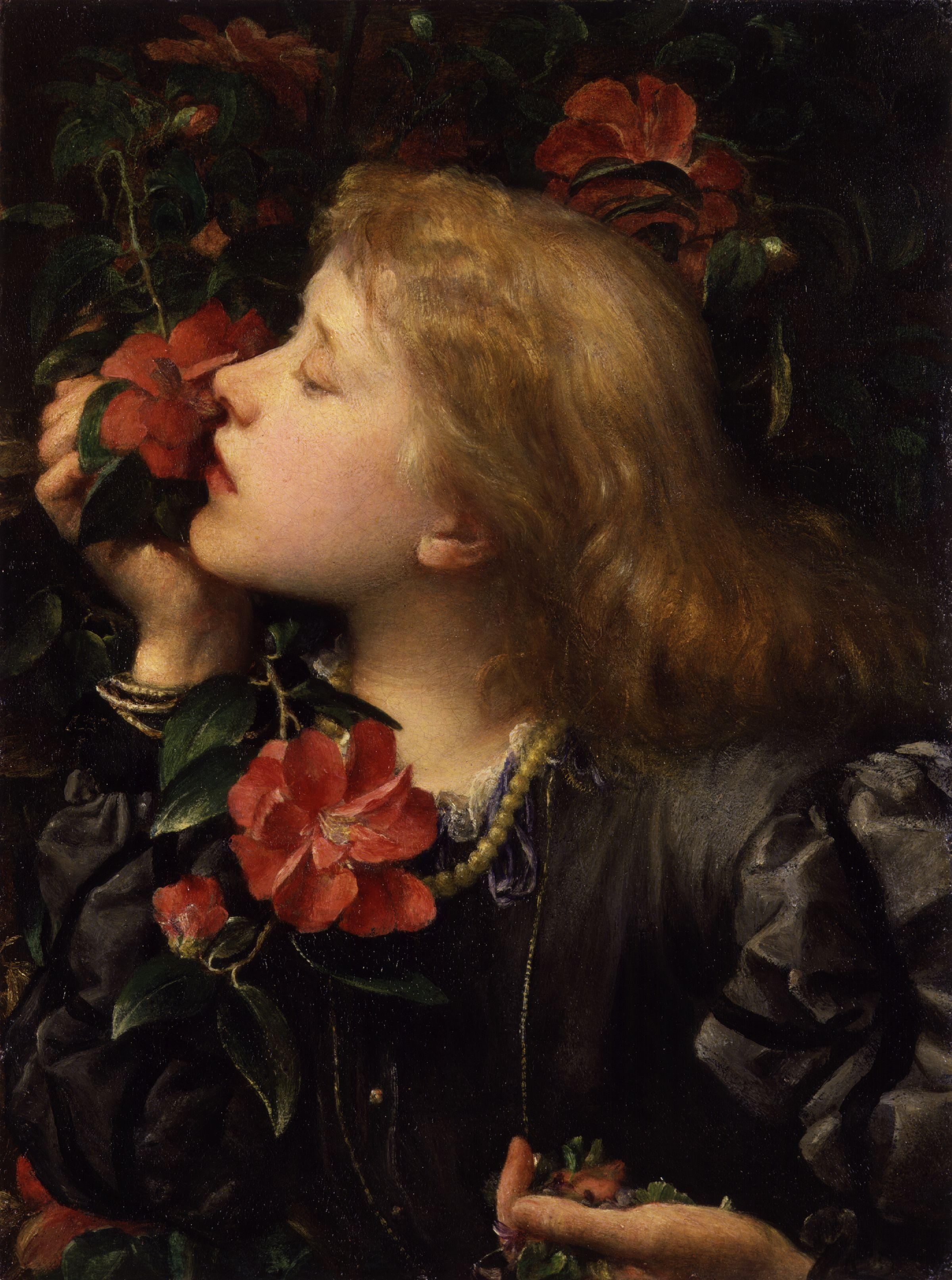
Английская театральная актриса Эллен Терри в 16 лет вышла замуж за 46-летнего Джорджа Уоттса. Её родителям этот брак представлялся удачным, но она сама позднее говорила, что чувствовала себя некомфортно, будучи малолетней невестой

Социальная незащищённость — одна из основных причин детских браков по всему миру. Например, в Непале родители опасаются подвергнуться общественному порицанию, если взрослая (старше 18 лет) дочь продолжит жить в их доме. Другая угроза — изнасилование, которое, помимо прочего, может привести к тому, что потом у жертвы насилия будет мало шансов выйти замуж. В других культурах опасаются, что незамужняя может быть легко вовлечена в недозволенные отношения или сбежать с любовником и тем самым опозорить своих братьев и лишить младших сестёр шансов на удачное замужество. Подобные соображения и давление общественного мнения также приводят к ранним бракам.

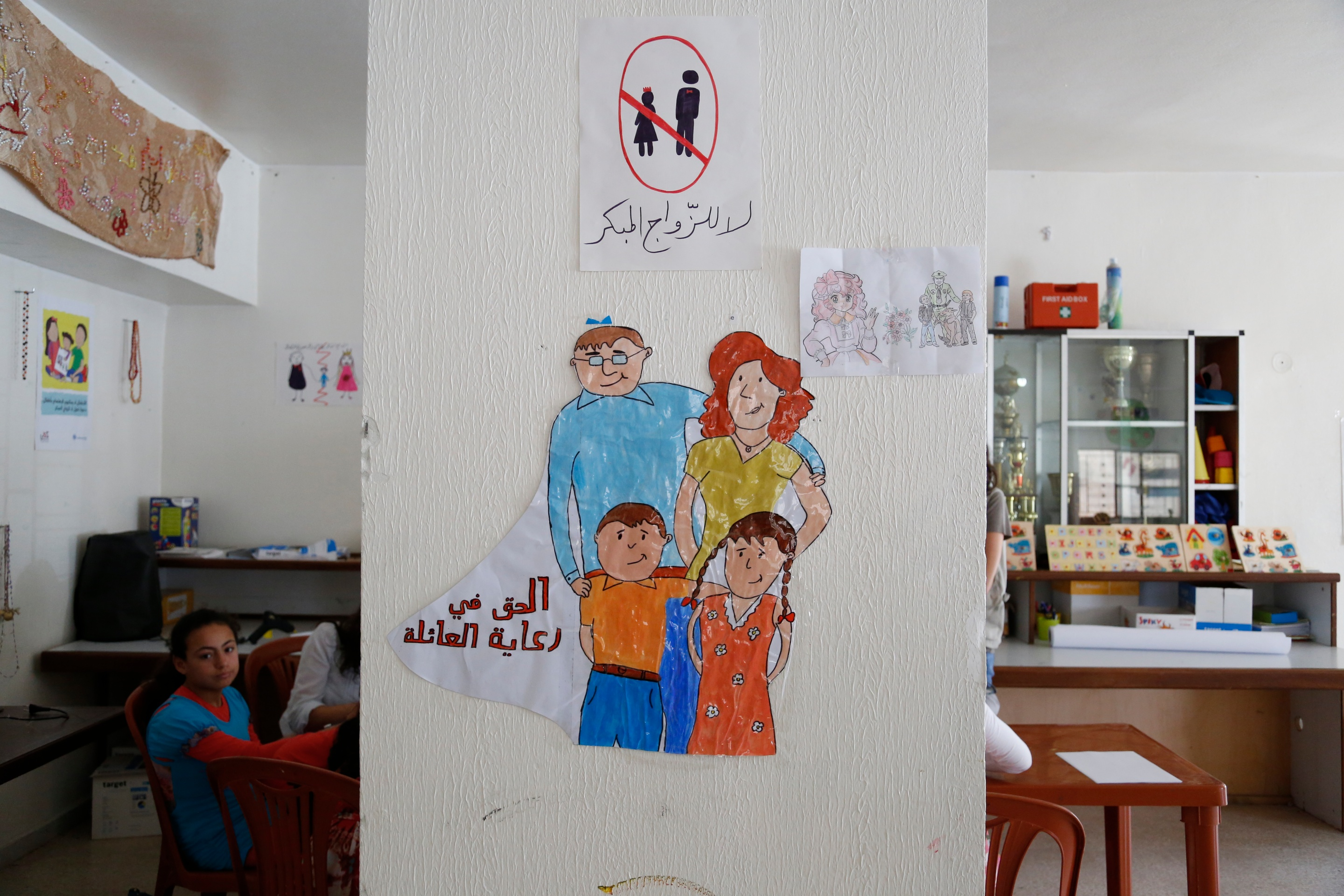
Рисунки сирийских девочек-беженок против детского брака (Южный Ливан)

Для семьи, живущей в крайней бедности, дочь может оказаться обузой, а если её выдать замуж как можно раньше — это будет облегчением как для семьи, так и для неё самой; у малоимущих родителей выбор невелик. Детский брак также может рассматриваться как средство обеспечения экономической безопасности молодой женщины, особенно в ситуации, когда родительская семья уже не в состоянии её содержать, а сама женщина не имеет возможности добывать себе средства к существованию. Особенно актуально это для этнических групп, находящихся в уязвимом положении; исследователи отмечали, что у евреев, живших в рассеянии в разных регионах мира, бедность, недостаток женихов, экономическая и социальная нестабильность были причинами частых детских браков.
Другой причиной ранней выдачи замуж могут быть опасения родителей за физическую безопасность дочери и их надежды на то, что муж сумеет её защитить от насилия, беспорядочной половой жизни и заболеваний, передающихся половым путём. Однако в действительности вступление малолетних в брак с мужчинами намного старше их увеличивает риск заражения такими инфекциями, и замужние чаще заражаются СПИДом или вирусом папилломы человека, чем незамужние.
Во время длительных вооружённых конфликтов молодых женщин нередко выдают замуж за военнослужащих или участников различных вооружённых формирований в надежде, что рядом с вооружённым мужем женщина будет в большей безопасности; в других случаях вооружённые мужчины силой захватывают себе невест.

### Политические и финансовые отношения

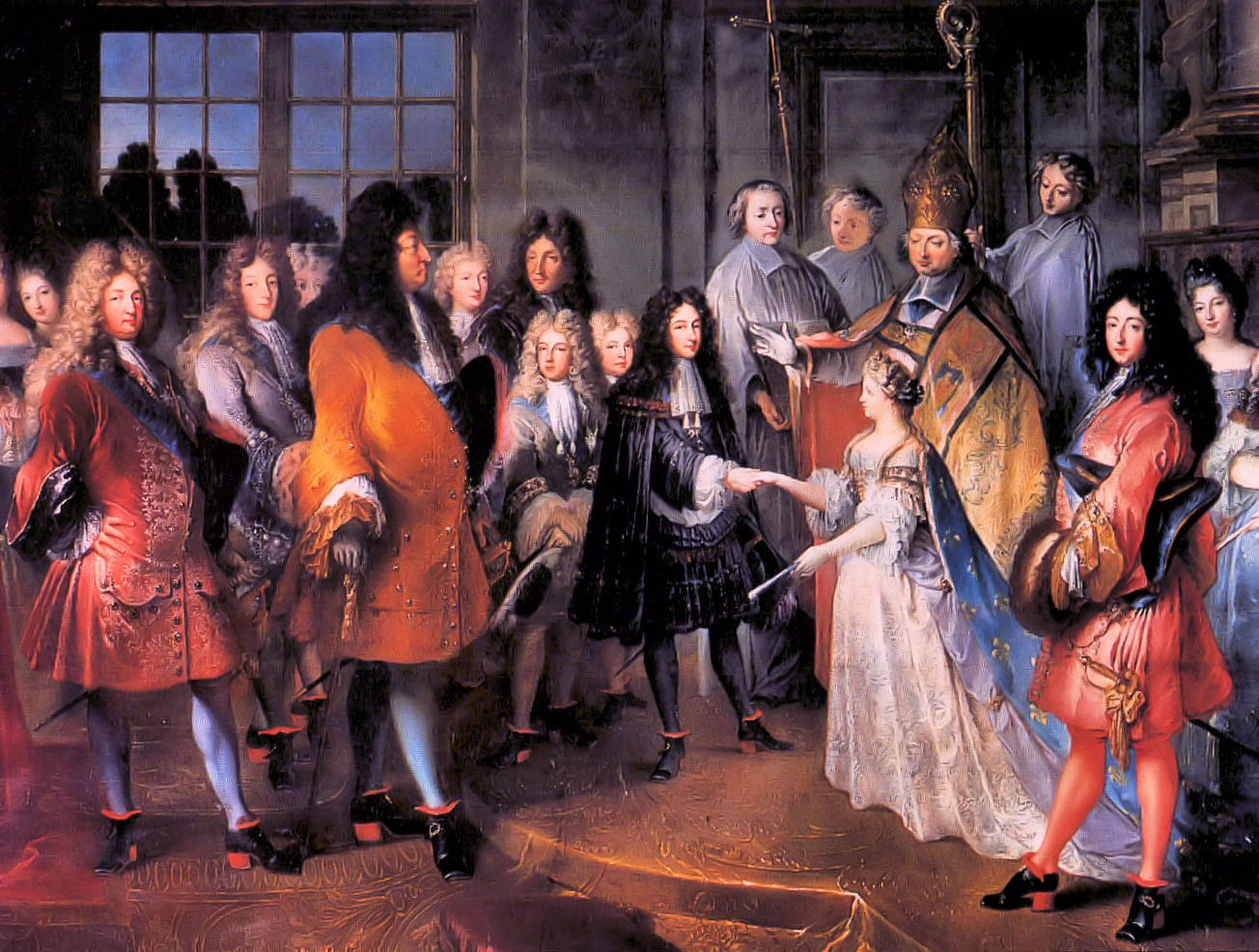
Ранний брак Марии Аделаиды Савойской (12 лет) и Людовика, герцога Бургундского (15 лет). Свадьба состоялась в 1697 году и создала политический альянс

Детский брак может зависеть от социально-экономического статуса. Аристократы в ряде стран, в том числе в средневековой феодальной Европе, стремились использовать браки своих детей в политических целях, для укрепления политических и экономических связей между знатными семьями. Такой брак рассматривался как важный обязывающий договор, а его расторжение могло иметь самые серьёзные последствия как для самих супругов, так и для их родственников.

## Распространение детских браков

### Мир в целом
Согласно ЮНИСЕФ за 2011 год, каждый год в мире около 10 миллионов женщин выходят замуж до 18 лет. По данным ЮНФПА, при сохранении сегодняшних тенденций в следующие несколько лет ежедневно будет заключаться до 39 тысяч детских браков, а за год количество несовершеннолетних невест составит около 14,2 миллиона. За период с 2000 по 2011 год примерно треть женщин в возрасте от 20 до 24 лет в развивающихся странах состояли в официальных или неофициальных браках, в которые они вступили до своего 18-летия. В 2010 году таких женщин насчитывалось почти 67 миллионов. Около 12 % из них вышли замуж или начали сожительствовать с мужем, когда им ещё не было 15 лет.
По данным организации Save the Children на 2016 год, в мире в среднем каждые семь секунд выходит замуж девушка моложе 15 лет.
По данным «Оксфам», во всём мире живёт не менее 700 миллионов женщин, вступивших в брак в детском возрасте, из них как минимум треть вышли замуж до 15 лет.
По данным доклада Всемирного банка и Международного фонда исследований по проблемам женщин (ICRW), опубликованного в июне 2017 года, ежегодно в мире заключается не менее 15 миллионов детских браков, за последние 30 лет их количество во многих странах снижается, но в 25 странах по-прежнему не менее трети женщин выходят замуж, а 20 % рожают первого ребёнка до 18 лет.

### Страны с наибольшим распространением детских браков
Распространённость детских браков в разных странах существенно различается.
Во многих традиционных обществах детские браки остаются вполне обычным явлением, особенно там, где сохранились обычаи выкупа невесты. Детский брак наиболее характерен для развивающихся стран и некоторых этнических групп (например, цыган рома). По информации ВОЗ, большинство детских браков заключается в сельских районах Чёрной Африки, где более трети женщин вступают в брак до 18 лет, и Южной Азии, где почти половина невест на момент заключения брака не достигает 18 лет. По относительной распространённости детских браков среди стран мира лидирует Нигер, где их доля доходит до 75 % от общего количества заключаемых браков; далее следуют Чад (68 %), Центральноафриканская Республика (68 %), Бангладеш (66 %), Гвинея (63 %), Мозамбик (56 %), Мали (55 %), Буркина-Фасо (52 %), Южный Судан (52 %) и Малави — (50 %).
Но по количеству детских браков мировым лидером является Индия, на которую приходится около 40 % от всех детских браков в мире; это связано и с огромной численностью её населения, и с другими особенностями этой страны. Несмотря на то, что сейчас в Индии браки с несовершеннолетними запрещены и даже уголовно наказуемы, они поддерживаются традициями и местными общинами (особенно в отдалённых деревнях), и о них очень редко заявляют в полицию. В результате, по данным ВОЗ, 47 % индийских невест — моложе 18 лет. В соседнем Бангладеш доля детских браков ещё выше; по этому показателю он лидирует среди стран Южной Азии. И там тоже, несмотря на официальный запрет детских браков, женщину часто выдают замуж и перевозят в дом мужа сразу же после достижения ею половой зрелости.
В таблице ниже приводятся данные о распространённости детских браков в некоторых странах. Среди всех женщин в возрасте от 20 до 24 лет берётся доля тех, которые впервые вступили в брак (официальный или неофициальный) до 18 лет; эта доля и используется в качестве показателя распространённости детских браков. Использованы данные исследований ООН, ЮНИСЕФ и ICRW. Эти данные могут оказаться устаревшими, поскольку исследования ICRW и ЮНИСЕФ проводились в конце 1990-х — начале 2000-х, а исследования ООН — в начале 2000-х. Более актуальные данные пока не доступны.
| Страна                   | Вышедших замуж до 18 лет, % (данные ICRW и ЮНИСЕФ) (в скобках — год исследования) | Вышедших замуж до 18 лет, % (данные ООН) |
| Нигер                    | 76 (2012)                                                                         | 62                                       |
| Чад                      | 68 (2010)                                                                         | 49                                       |
| ЦАР                      | 68 (2010)                                                                         | 42                                       |
| Бангладеш                | 65 (2011)                                                                         | 48                                       |
| Мали                     | 55 (2010)                                                                         | 50                                       |
| Гвинея                   | 52 (2012)                                                                         | 46                                       |
| Малави                   | 50 (2010)                                                                         | 37                                       |
| Мозамбик                 | 48 (2011)                                                                         | 47                                       |
| Мадагаскар               | 41 (2012)                                                                         | 34                                       |
| Сьерра-Леоне             | 44 (2010)                                                                         | 47                                       |
| Буркина-Фасо             | 52 (2010)                                                                         | 35                                       |
| Индия                    | 47 (1999—2005)                                                                    | 30                                       |
| Сомали                   | 45 (1998—2006)                                                                    | 38                                       |
| Никарагуа                | 41 (2000—2006)                                                                    | 32                                       |
| Замбия                   | 42 (2002—2007)                                                                    | 24                                       |
| Эритрея                  | 41 (2010)                                                                         | 38                                       |
| Уганда                   | 40 (2011)                                                                         | 32                                       |
| Эфиопия                  | 41 (2011)                                                                         | 30                                       |
| Непал                    | 41 (2011)                                                                         | 40                                       |
| Доминиканская Республика | 41 (2009—2010)                                                                    | 29                                       |
| Афганистан               | 40 (2012)                                                                         | 29                                       |

### Азия и Океания

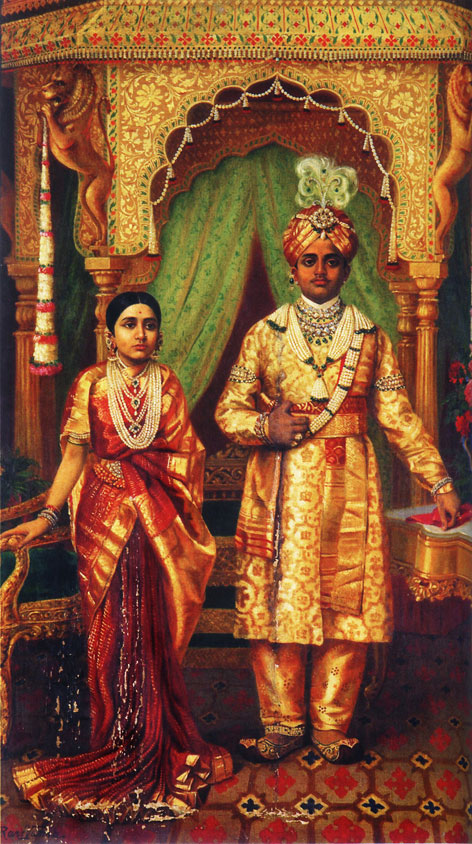
Королевский детский брак в Индии (1900). 12-летняя Рана Пратап Кумари вышла замуж за 16-летнего Кришнараджу Водеяра IV, который два года спустя стал признанным королём Майсура в составе Британской Индии

Более половины всех детских браков совершаются в Индии, Пакистане, Бангладеш и Непале. С 1991 по 2007 год частота детских браков в Южной Азии в целом снижалась, но в основном за счёт сокращения количества браков девушек в раннеподростковом возрасте, но не в позднеподростковом. Некоторые исследователи полагают, что такое выборочное по возрасту снижение количества детских браков связано с тем, что девушки стали чаще учиться в школе до 15 лет, а потом уже выходить замуж.

#### Юго-Восточная Азия и Океания

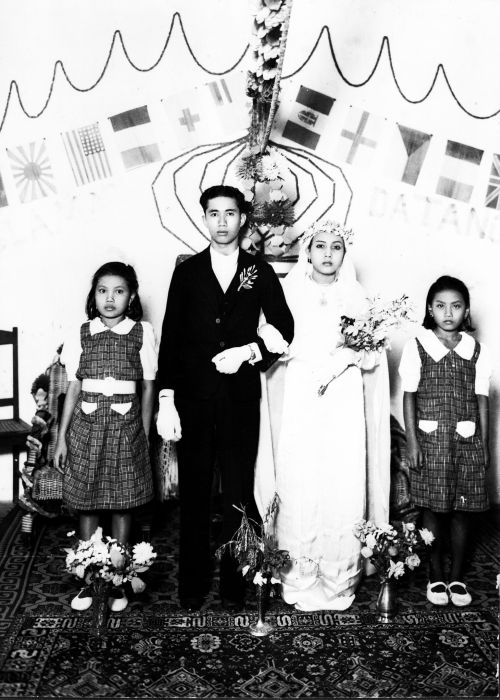
Детская свадьба в Индонезии (примерно 1939 год)

Ранние браки распространены среди горских народов этого региона. У каренов родители могут договариваться о браке своих детей ещё до их рождения.

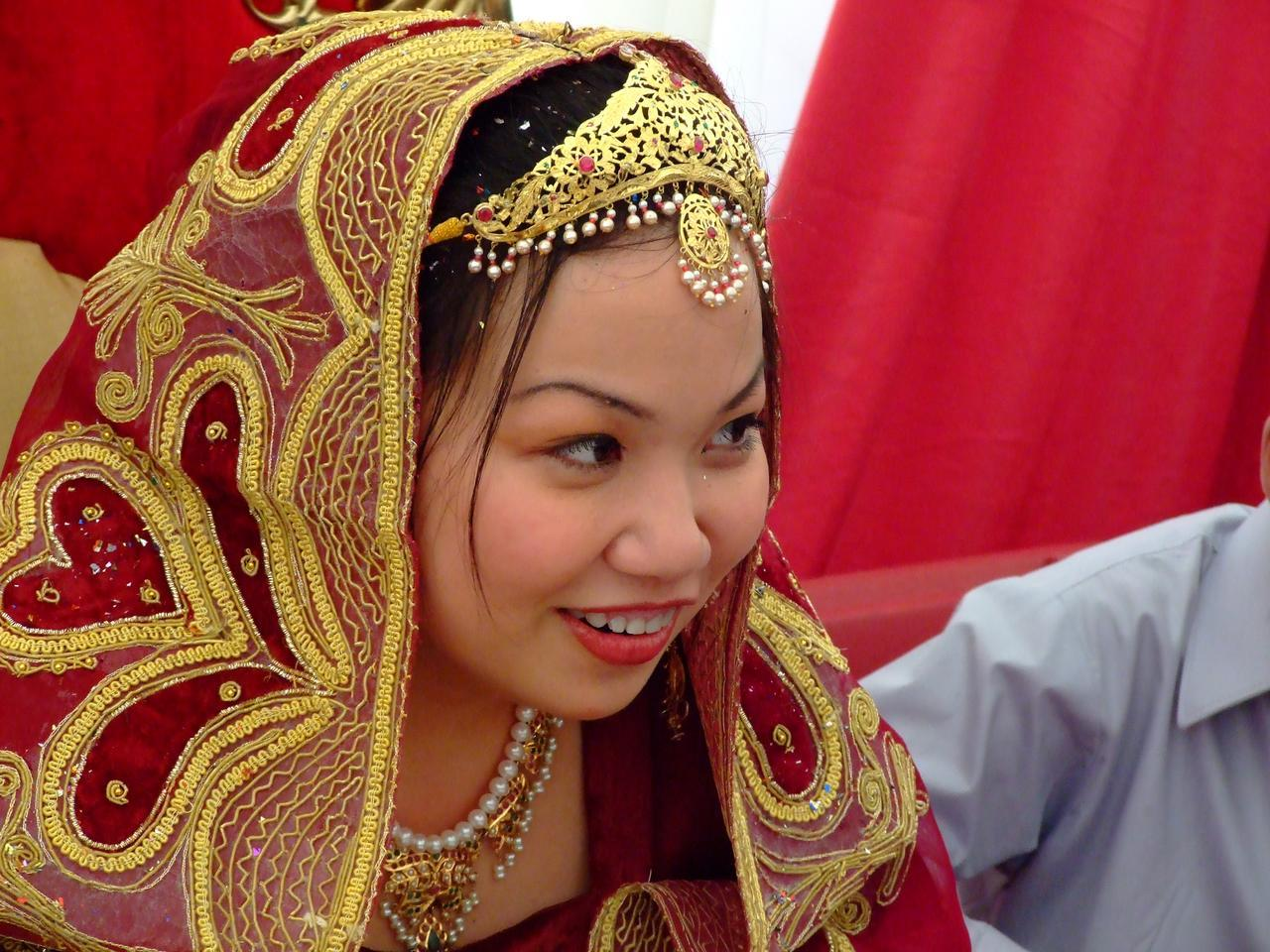
Юная невеста-мусульманка

По данным ЮНФПА, в Индонезии за 2012 год 22 % несовершеннолетних девушек стали жёнами, в том числе 12 % вышли замуж до 15 лет, причём малолетняя жена часто оказывается не единственной у мужа. Неоднократно сообщалось о том, что мусульманские религиозные деятели брали в жёны сразу нескольких несовершеннолетних девушек, некоторых — младше 12 лет. Прокуратура Индонезии пыталась их привлечь к уголовной ответственности, однако местные суды назначали мягкие наказания и не лишали свободы.
Притом в Индонезии ещё в 1974 году был принят «Закон о браке», установивший минимальный брачный возраст 16 лет для женщин и 19 лет для мужчин. Однако фактически ранние браки продолжали практиковаться, а появление в Индонезии Интернета не ослабило, а усилило эту тенденцию: всё больше знакомств с целью брака с малолетними проводилось в Facebook и других социальных сетях. Особенно это отмечалось в о́круге Джокьякарта, городе Гунунг Кидул. Пары, познакомившиеся в Facebook, развивали свои отношения, пока девушка не беременела. В провинции Ачех на острове Суматра ранее было принято выдавать девушек замуж до полового созревания, но при этом мужья (которые обычно были значительно старше) должны были ждать созревания своих малолетних жён, прежде чем вступать с ними в интимные отношения. Подобная традиция существовала и на островах Фиджи.

#### Афганистан
По сообщениям 2013 года, в Афганистане 53 % замужних женщин вышли замуж до 18 лет, в том числе 21 % — до 15. При этом официальный минимальный возраст вступления в брак в Афганистане — 15 лет для девушки (с разрешения её отца). Во всех 34 провинциях Афганистана существует традиционная практика «баад»: деревенские старейшины («джирга») разрешают споры между семьями, вопросы невыплаченных долгов и даже наказания семьи за преступление, совершённое кем-то из её членов. В качестве «расплаты» или «искупления» может быть использована выдача замуж девочки в возрасте от 5 до 12 лет из «виновной» семьи. Были случаи, когда девочка таким образом поплатилась за обвинения её дяди или более дальнего родственника в совершении преступления.

#### Бангладеш
Доля детских браков в Бангладеш — одна из самых высоких в мире: две трети заключаемых браков. По данным статистики за 2005 год, 49 % женщин в возрасте от 25 до 29 лет вышли замуж, когда им не было ещё и пятнадцати. Как сказано в «State of the World’s Children-2009», 63 % женщин от 20 до 24 лет вышли замуж до 18 лет. По данным исследования 2008 года, в сельских районах Бангладеш на каждый год, который девушка остаётся незамужней, приходится 0,22 года посещения ею школы. Рано вышедшие замуж женщины в этом регионе обычно имеют меньшее влияние на семейные планы и дела, более низкий статус в семье мужа, и у них материнская смертность существенно выше, чем у тех, кто вышли замуж в более взрослом возрасте. Позднее вышедшие замуж чаще проходят раннюю диагностику и лечение заболеваний.
В 2006 году получила известность история истязания и убийства 11-летней Мии Армадор (Mia Armador) её 48-летним мужем. Именем этой девушки был назван принятый закон (Mia’s Law), направленный на защиту малолетних от злоупотреблений в раннем браке. Он не повысил общий брачный возраст, но установил, что вступление в брак до 13 лет допускается только по особому разрешению властей.

#### Индия
Основная статья: Детский брак в Индии
По данным, опубликованным ЮНИСЕФ в 2009 году, в целом в Индии 47 % замужних женщин от 20 до 24 лет вышли замуж до 18 лет, а в сельской местности их доля составила 56 %. В Индии заключалось 40 % от общемирового количества заключаемых детских браков.
При этом ЮНИСЕФ, как и в случае с Африкой, ссылался на данные небольшого исследования, проведённого в 1999 году. Самые новые из опубликованных исследований ЮНИСЕФ детских браков в Индии были проведены в 2004—2005 годах; по данным других исследователей, доля детских браков в Индии меньше. Так, по данным Раджа и других (Raj et al.), проводивших небольшой опрос в 2005 году, 22 % девушек Индии вышли замуж в возрасте от 16 до 18 лет, 20 % — от 13 до 16 лет, и ещё 2–6 % — до 13 лет. По данным Всеиндийской переписи населения 2011 года, средний возраст вступления в брак для женщин составлял 21 год. По данным достаточно репрезентативного исследования, в 2009 году доля детских браков в Индии снизилась до 7 %. По данным индийской демографической службы (англ. Census of India), в 2001 году ни одна девочка младше 10 лет не была выдана замуж; жёнами стали 1,4 млн из 59,2 млн девочек от 10 до 14 лет и 11,3 млн из 46,3 млн девушек от 15 до 19 лет (в это число вошли и совершеннолетние от 18 до 19 лет). В 2011 году Census of India сообщила, что уже только 3,7 % женщин моложе 18 лет состояли в браке.
В 1929 году, когда Индия ещё была британской колонией, был принят «Закон об ограничении детских браков», который запретил вступление в брак мужчин моложе 21 года и женщин моложе 18 лет, и он распространялся на индуистов, буддистов, христиан и большую часть населения Индии. Этот закон действует до сих пор, и он по-прежнему не распространяется на мусульман, которых в Индии насчитывается более 165 млн. Связь закона с религией была официально признана ещё британскими колониальными властями, которые издали «Мусульманские персональные законы» (англ. Muslim Personal Law), а в 1937 году кодифицировали их в «Акте о применении индийских мусульманских персональных законов (шариата)» (Indian Muslim Personal Law (Shariat) Application Act). Согласно этим отдельным мусульманским законам, девочка могла быть выдана замуж с 9 лет и даже ещё раньше, если её защитник («вали») сочтёт её половозрелой. На протяжении последних 25 лет All India Muslim Personal Law Board и другие мусульманские общественные организации активно противились принятию и исполнению законов Индии, направленных против детских браков, обосновывая это тем, что индийские мусульманские семьи имеют религиозное право выдавать замуж своих дочерей в пятнадцать и даже в двенадцать лет. Несколько штатов Индии заявляют об особенно большой доле детских браков в мусульманских и племенных общинах на их территориях. В «Национальном плане действий ради детей — 2005» (англ. National Plan of Action for Children 2005), опубликованным Департаментом развития женщин и детей (Department of Women and Child Development) правительства Индии, была поставлена цель — полностью искоренить детские браки к 2010 году. «Закон о запрещении детских браков», принятый в 2006 году, запрещал не только государственную регистрацию детских браков, но и проведение свадебных торжеств и церемоний с малолетними новобрачными. Этим законом был установлен минимальный возраст вступления в брак: 21 год для мужчин и 18 лет для женщин.
Но Индия, население которой превысило 1,2 миллиарда человек, продолжает оставаться мировым рекордсменом по числу ежегодно заключаемых детских браков, и это значительная социальная проблема. К 2016 году эта ситуация была формально исправлена применением принятого в 2006 году «Закона о запрещении детских браков». Некоторые мусульманские организации планировали оспорить этот закон в Верховном суде Индии. В последующие годы высшие судебные органы Индии, в том числе Высший суд штата Гуджарат, Высший суд штата Карнатака и Высший суд Мадраса, установили, что «Закон о запрещении детских браков» действует на всей территории Индии и имеет бо́льшую юридическую силу, чем любые персональные законы, в том числе мусульманские.
Сейчас в Индии браки с несовершеннолетними запрещены и даже уголовно наказуемы, но они поддерживаются традициями и местными общинами (особенно в отдалённых деревнях), и о них очень редко заявляют в полицию.

#### Йемен
Свыше половины девушек Йемена выходят замуж до 18 лет, некоторые даже в восемь лет, и это не запрещается законами страны. Шариатский законодательный комитет правительства Йемена блокирует попытки повышения брачного возраста до 18 и даже до 15 лет, считая, что любой закон, устанавливающий минимальный возраст вступления в брак для женщин, противоречит исламу. Йеменские мусульманские общественные активисты утверждают, что некоторые девушки и в девять лет вполне готовы к замужеству. По информации Human Right Whatch, в Йемене раньше был минимальный возраст вступления женщины в брак — 15 лет, но в 1999 году он был отменён, а вместо него в качестве необходимого условия вступления в супружеские отношения было установлено фактическое наступление половой зрелости, которое, по мнению консервативных мусульман, бывает в девятилетнем возрасте. На практике «законы Йемена разрешают выдавать замуж девочек любого возрасте, но интимные отношения с ними запрещены до неопределённого момента, в который они уже будут „подходящими для совокупления“».
Вышеприведённые цифры основаны на данных исследования, проведённого HRW в 1990—2000 годах. Более актуальные и достоверные сведения по проблеме детских браков в Йемене сложно добыть из-за регулярно вспыхивающих в этой стране насильственных конфликтов и ряда других препятствий. Но несколько случаев в Йемене получили скандальную известность. Так, в апреле 2008 года десятилетняя Нуджуд Али добилась через суд развода с мужем, который её регулярно избивал и насиловал, невзирая на то, что девочка ещё не достигла половой зрелости. Этот случай вызвал новую волну дискуссий о повышении минимального брачного возраста; позднее в 2008 году верховный консул материнства и детства (Supreme Council for Motherhood and Childhood) предложил повысить его до 18 лет. Закон о повышении брачного возраста до 17 лет был принят в апреле 2009 года, но на следующий же день был отменён из-за политических манёвров оппозиционных парламентариев; переговоры о нём продолжаются. В то же время случай с Нуджуд Али побудил йеменцев добиваться принятия закона о повышении брачного возраста. А в сентябре 2013 года восьмилетняя девочка умерла от внутреннего кровоизлияния и разрыва матки после первой брачной ночи со своим сорокалетним мужем.
Исследовательница Синтия Горни (Cynthia Gorney) рассказывает о своём опыте общения с йеменскими мусульманскими активистами:

«Если бы в раннем браке была какая-то опасность, Аллах бы запретил его — так однажды в столице Сане говорил мне Мохаммед Аль-Хамзи, депутат йеменского парламента. — Мы не можем запретить то, что сам Аллах не запретил». Аль-Хамзи, религиозный консерватор, решительно противостоял попыткам йеменских законодателей запретить вступление в брак девушек моложе определённого возраста (в последней редакции — 17 лет), и те попытки потерпели поражение. Он говорил, что ислам не дозволяет супружеских отношений до тех пор, пока девушка не будет физически готова, но Священный Коран не содержит никаких специфических возрастных ограничений, а потому, по сути говоря, эти вопросы лежат в области семейного и религиозного руководства, а не национального законодательства. Кроме того, в этом смысл [утверждения]: «Возлюбленной Пророка, Аише, было, в соответствии с традиционным пониманием, девять лет, когда бракосочетание вступило в силу».
Оригинальный текст (англ.)If there were any danger in early marriage, Allah would have forbidden it, « a Yemeni member of parliament named Mohammed Al-Hamzi told me in the capital city of Sanaa one day. 'Something that Allah himself did not forbid, we cannot forbid.' Al-Hamzi, a religious conservative, is vigorously opposed to the legislative efforts in Yemen to prohibit marriage for girls below a certain age (17, in a recent version), and so far those efforts have met with failure. Islam does not permit marital relations before a girl is physically ready, he said, but the Holy Koran contains no specific age restrictions and so these matters are properly the province of family and religious guidance, not national law. Besides, there is the matter of the Prophet Muhammad’s beloved Ayesha—nine years old, according to the conventional account, when the marriage was consummated.

#### Непал
По данным ЮНИСЕФ, в 2011 году в Непале доля детских браков составляла 28,8 %. По тем же данным, замуж до 15 лет вышли 79,6 % девушек из мусульманских семей, 69,7 % девушек из горных районов (независимо от религии) и 55,7 % девушек из другой сельской местности. В обеспеченных семьях Непала детские браки встречаются реже; так, девушки из семей верхнего квинтиля по богатству в среднем выходят замуж на два года позже, чем остальные девушки Непала.

#### Пакистан
Основная статья: Детский брак в Пакистане
Согласно двум отчётам 2013 года, более 50 % от всех заключаемых браков в Пакистане являются браками с невестами моложе 18 лет. По данным ЮНИСЕФ, свыше 70 % девушек в Пакистане выходят замуж до 16 лет, но, как и данные ЮНИСЕФ по Индии и Африке, эти цифры основаны на небольшом исследовании, проведённом ещё в 1990-х годах. Точное число вступлений в брак лиц моложе 13 лет в Пакистане неизвестно, но, по данным ООН, оно возрастает. Эндрю Бушелл (Andrew Bushell) заявляет, что в северо-западных регионах Пакистана более половины девочек от 8 до 13 лет уже выданы замуж. По данным Population Council, ранние роды так же распространены в Пакистане: 35 % женщин рожают первого ребёнка в возрасте до 18 лет; 67 % беременеют до 19 лет (и 69 % из них рожают в том же возрасте). Только 4 % пакистанских девушек, вышедших замуж в возрасте до 19 лет, говорили, что при выборе супруга учитывалось их мнение; 80 % оказались замужем за ближними или дальними родственниками.
В Пакистане существует обычай, называемый «свара» или «вани», когда деревенские старейшины разрешают споры между семьями и претензии по невозвращённым долгам через выдачу замуж малолетних дочерей. Средний возраст девочек, выдаваемых замуж по сваре — от 5 до 9 лет. Другой распространённый в Пакистане обычай, также часто приводящий к ранним бракам, — «ватта сатта», практика взаимной женитьбы братьев-сестёр, когда сын из одной семьи женится на дочери из другой, то сын из второй семьи должен взять замуж дочь из первой.

#### Саудовская Аравия
В 2000-е годы и ранее правозащитные группы отмечали повсеместное преобладание детских браков в Саудовской Аравии. Саудовские суды и исламские религиозные деятели оправдывали вступление в брак девочек от 9 лет и старше. Законы Саудовской Аравии тогда вообще не устанавливали минимальный брачный возраст; только в 2011 году были предприняты первые попытки его законодательного установления.
По состоянию на 2018 год большинство саудовских мужчин предпочитало вступать в брак в возрасте 25,3 лет, в то время как средний возраст саудовских женщин, впервые вступающих в брак, составляет 20,4 года.
В 2019 году власти Саудовской Аравии ввели запрет на ранние браки, установив минимальный брачный возраст — 18 лет.

#### Другие страны, беженцы
Исследование ЮНФПА показало, что в 28,2 % браков в Турции возраст невесты менее 18 лет.
Среди сирийских и палестинских беженцев в Ливане детские браки тоже широко распространены — как и случаи сексуального и другого насилия. Ранний брак дочери рассматривается как возможность защитить честь семьи, а также защитить девушку от изнасилования, которое в зонах вооружённых конфликтов и в некоторых лагерях беженцев является обычным делом. По мере эскалации конфликта, растёт количество детских браков в Сирии и среди сирийских беженцев. Так, среди сирийских девушек-беженок, живущих в Иордании, доля замужних увеличилась с 13 % в 2011 году до 32 % в 2014 году. Исследованиями этой проблемы занимались журналисты Магнус Веннман (Magnus Wennman) и Карина Бергфельдт (Carina Bergfeldt).

### Африка

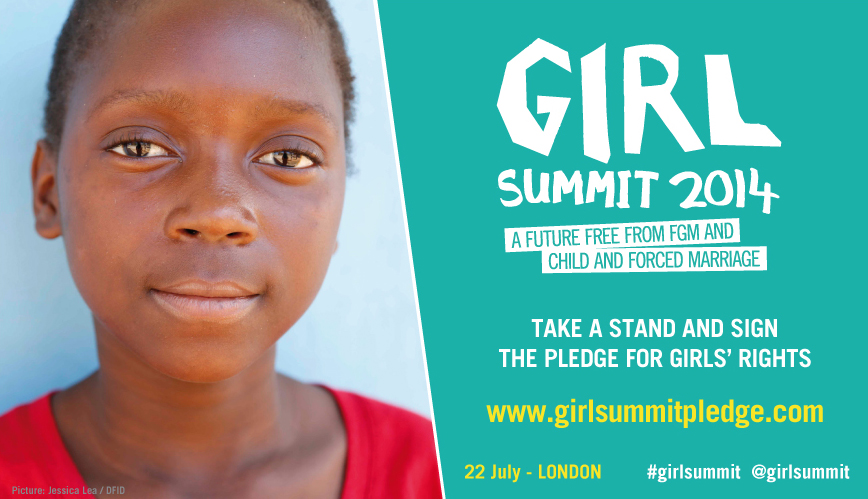
Плакат против принудительных и детских браков

По данным ЮНИСЕФ, детские браки наиболее распространены в странах Африки; в трёх из них более 70 % девушек выходят замуж до 18 лет. В Нигере среди замужних женщин в возрасте от 20 до 24 лет 76 % вышли замуж до 18 лет, в том числе 28 % — до 15 лет. Эти данные — результаты небольшого исследования, проводившегося с 1995 по 2004 год. Более новых данных нет, потому что в этой части Африки проведению социологических исследований препятствуют периодически возникающие насильственные конфликты и отсутствие инфраструктуры.
В большинстве африканских государств официальный брачный возраст составляет 16—18  лет. Но в Эфиопии, Чаде и Нигере государственный закон позволяет вступление в брак с 15 лет, притом местные обычаи и решения религиозных судов в этих странах также имеют силу, и они вправе разрешить вступление в брак детей моложе 12 лет. Детские браки девочек широко распространены в Западной и Северо-Восточной Африке. Кроме того, бедность, религия, традиции и конфликты значительно повышают частоту детских браков в некоторых местностях Субсахарского региона Африки. Традиции выкупа невесты существуют во многих африканских племенах. Выкупом могут быть деньги, домашний скот или другие материальные ценности. Во многих местностях чем моложе невеста, тем дороже она стоит, и там часто покупают даже девочек, ещё не достигших половой зрелости. Как правило, малолетняя жена сразу же отправляется в дом мужа, и родители больше не содержат её. Для многодетных семей, живущих в крайней бедности, «брачная продажа» юных дочерей часто оказывается единственной возможностью обеспечить пищей, одеждой, жильём и образованием остальных членов семьи. Несовершеннолетние жёны встречаются во много раз чаще, чем несовершеннолетние мужья: например, в Кении в 21 раз, в Мали в 72 раза.
По различным сообщениям, во многих странах Субсахарского региона велика доля женщин, выходящих замуж до достижения 15 лет, а власти этих стран зачастую не уделяют внимания заболеваниям и другим проблемам, возникающим вследствие таких очень ранних браков и раннего начала половой жизни: в их числе акушерские прямокишечно-влагалищные свищи, рождение недоношенных и мертворождённых детей, половые инфекции (включая рак шейки матки), малярия. В некоторых местностях Эфиопии и Нигерии многие женщины выходят замуж до 15 лет; известны даже 7-летние жёны. В отдельных местностях Мали 39 % женщин выходят замуж до 15 лет, в Нигере и Чаде — 70 % до 18 лет.
Замужние часто бросают учёбу; в 2006 году в Нигерии 15-20 % случаев досрочного оставления школы было связано с детскими браками. В 2013 году в Нигерии были приняты поправки в закон, запрещающие детские браки. Но мусульманские штаты Нигерии выступили резко против этого, посчитав попытку запрета детских браков противоречащей исламу. Мусульмане составляют около половины населения этой страны, а христиане — чуть меньше половины, и там действуют разные законы для христиан и для мусульман. Для христиан продолжает действовать закон, оставшийся со времён, когда Нигерия была британской колонией, и этот закон запрещает детские браки. Но для мусульман он не распространяется. В северных штатах Нигерии, где большинство населения составляют мусульмане, более половины девушек выходят замуж до 15 лет.
В 2016 году к концу Рамадана президент Гамбии Яйя Джамме объявил о запрещении детских и принудительных браков. В 2015 году в Малави был принят закон, запрещающий вступление в брак до 18 лет. Этому предшествовала долгая общественная кампания, проводимая Girls Empowerment Network.
В Марокко детские браки являются обычной практикой, и в год происходит более 41 000 свадеб с несовершеннолетними невестами
. До 2003 года детские браки не требовали одобрения суда или другого органа власти; в 2003 году в Марокко был принят закон о семье (фр. Moudawana), который поднял минимальный возраст вступления девушки в брак с 14 до 18 лет, но сделал исключение, позволяющее выходить замуж и в более раннем возрасте с разрешения суда (или другого уполномоченного органа) и с согласия защитника девушки. До 2008 года количество прошений о ранних браках возрастало, большинство их были удовлетворены Министерством социального развития Марокко, и в результате детские браки составили примерно 29 % от всех зарегистрированных в этой стране браков. Часть детских браков была связана с изнасилованиями: статья 475 Уголовного кодекса Марокко позволяла насильнику избежать наказания, женившись на несовершеннолетней потерпевшей. Только в январе 2014 года, после долгой общественной борьбы, в эту статью были внесены изменения, и такого освобождения от ответственности за изнасилование больше нет.
Закон ЮАР уважает сложившиеся брачные традиции и устанавливает минимальный возраст вступления в брак в 12 лет для девушек и в 14 лет для юношей. В 2016 году Верховный суд Танзании по иску Msichana Initiative — группы поддержки права девочек на образование — принял решение о запрете детских браков, и с тех пор ни одно лицо моложе 18 лет не может вступить в законный брак в Танзании. В 2015 году, по сообщениям Human Rights Watch, треть замужних женщин в возрасте от 20 до 49 лет в Зимбабве вышли замуж до 18 лет. В январе 2016 года две такие женщины подали в Конституционный суд иск об изменении брачного возраста, и суд постановил, что минимальный возраст вступления в брак должен составлять 18 лет как для мужчин, так и для женщин (до этого было 16 лет для женщин и 18 для мужчин). Решение суда вступило в силу немедленно и вызвало большое одобрение защитников прав женщин, юристов и медиков.

### Европа

#### Общеевропейские нормы
Каждое из европейских государств самостоятельно принимает свои законы о браке и семье; и Европейский союз, и Совет Европы постановили, что вопрос о минимальном возрасте вступления в брак находится в юрисдикции отдельных государств-членов. На общеевропейском уровне действует Конвенция Совета Европы о предотвращении и борьбе с насилием в отношении женщин и домашним насилием, также называемая «Стамбульская конвенция»; она требует от ратифицировавших её государств запрещения насильственных браков и принятия мер к тому, чтобы насильственно заключённые браки могли быть расторгнуты, аннулированы или признаны недействительными без необоснованного финансового или административного обременения в отношении жертвы (статья 32). Но детский брак в этой конвенции не упоминается.

#### Скандинавия
Как сообщало агентство Рейтер в апреле 2016 года, в центрах содержания лиц, ищущих убежища, на севере Европы иногда терпимо относятся к бракам с малолетними невестами, несмотря на законодательный запрет. Например, в Швеции нашлось как минимум 70 женщин моложе 18 лет, сожительствующих со взрослыми мужчинами, в Дании таких десятки, и в Норвегии некоторые женщины моложе 16 лет сожительствуют со взрослыми мужчинами в таких центрах и лагерях беженцев. Было даже обращение к Ингер Стойберг, министру по делам иммиграции, интеграции и проживания Дании, с просьбой не принимать в центры содержания малолетних невест.

#### Бельгия
Как сообщала Washington Post в апреле 2016 года, в 2015 году в Бельгию въехало 17 малолетних невест, а с начала 2016 года — ещё 7; кроме того, с 2010 по 2013 год бельгийская полиция зарегистрировала не менее 56 обращений по поводу насильственных браков.

#### Нидерланды
Государственный «Национальный докладчик по вопросам торговли людьми и сексуального насилия над детьми» (англ. National Rapporteur on Trafficking in Human Beings and Sexual Violence against Children) сообщает, что «с сентября 2015 года по январь 2016 года в Нидерланды въехало около 60 малолетних невест». Среди них как минимум одна была четырнадцатилетней. По информации газеты Washington Post, в Нидерландах в центрах содержания лиц, ищущих убежища, в 2015 году проживали 20 невест и жён в возрасте от 13 до 15 лет.

#### Россия
По российскому Семейному кодексу, общий брачный возраст составляет 18 лет. Вступление в брак лиц от 16 до 18 лет допускается только при наличии уважительных причин и с разрешения органа местного самоуправления, а до 16 лет — только если это установлено законом субъекта РФ, в виде исключения и в особых обстоятельствах. По состоянию на 2016 год, минимальный возраст, в котором при особых обстоятельствах возможно получить разрешение на вступление в брак, установлен в 14 лет (законы Республики Адыгея,
Республики Татарстан,

Вологодской,
Калужской,
Магаданской,
Московской,
Нижегородской,
Новгородской,
Орловской,
Сахалинской,
Тамбовской,
Тульской,
Тюменской областей,
Еврейской автономной области,
Ханты-Мансийского и
Чукотского автономных округов)
либо в 15 лет (законы
Мурманской и Рязанской,
Тверской, Челябинской областей, Кабардино-Балкарской и Карачаево-Черкесской республик).
Снижение брачного возраста до указанных пределов представляет собой вынужденную, крайнюю меру, касается в равной мере обоих супругов и допускается в первую очередь в случаях беременности будущей супруги, рождения ею ребёнка, угрозы жизни одной из сторон. В законах некоторых субъектов Федерации уточняется, что особыми обстоятельствами, при которых может быть разрешено вступление в брак гражданам РФ в возрасте от 14 до 16 лет, являются поздние сроки беременности (закон Республики Адыгея), наличие беременности (22 недели и более), прерывание которой противопоказано заключением медицинской комиссии либо невозможно из-за желания обеих сторон к её сохранению (закон Мурманской области).

#### Соединённое Королевство
В Северной Ирландии, Англии и Уэльсе возможно вступление в брак в возрасте 16—17 лет с согласия родителей, а в Шотландии — даже без согласия родителей. Но вступление в брак до 16 лет в Соединённом Королевстве считается недействительным браком согласно Matrimonial Causes Act 1973. Так же, как и в США, в Соединённом Королевстве наблюдается неформальное сожительство несовершеннолетних девушек и женщин со взрослыми мужчинами. По данным исследования 2005 года, 4,1 % от всех женщин в возрасте от 15 до 19 лет, проживающих в Соединённом Королевстве, состоят в неформальном браке или просто сожительствуют с мужчинами (что тоже является детским браком по определению ЮНИСЕФ), а 8,9 % из этой же группы — полагают допустимым такое сожительство в возрасте до 18 лет. Свыше 4 % несовершеннолетних жительниц Соединённого Королевства были малолетними матерями.
По информации The Guardian, в мусульманских общинах Великобритании бывали случаи похищения девочек от 12 лет с целью насильственной выдачи замуж. Те из них, кто пытались сбежать, «покрывали позором» как свою семью, так и семью мужа, подвергались смертельной опасности, могли стать жертвами «убийств чести». В июле 2014 года в Великобритании прошёл первый глобальный Саммит девушек (англ. Girl Summit) с целью способствовать искоренению женского обрезания, детских, ранних и насильственных браков за время жизни одного поколения.

#### Другие страны Европы
На Украине в 2012 году были внесены поправки в Семейный кодекс, установившие одинаковый брачный возраст для юношей и для девушек — с 18 лет, но суд вправе разрешить вступление в брак с 16 лет, если сочтёт, что это в интересах несовершеннолетнего.
В 2015 году власти Испании повысили минимальный брачный возраст с 14 до 16 лет.
В марте 2017 года на рассмотрение в Бундестаг поступил законопроект, в случае принятия которого Германия призна́ет недействительными все браки (в том числе заключённые и зарегистрированные в других странах), в которых хотя бы один из партнёров моложе 16 лет, а вопросы о признании браков шестнадцати- и семнадцатилетних будут рассматриваться индивидуально специальной комиссией.

### Латинская Америка
Детские браки вполне обычны в странах Латинской Америки и Карибского бассейна; там около 29 % девушек выходят замуж до 18 лет. Доля детских браков варьируется по странам: больше всего она в Доминиканской Республике, Гондурасе, Бразилии, Гватемале, Никарагуа, Гаити и Эквадоре. В Боливии и Гвинее она плавно снижается, начиная с 2012 года. Бразилия находится на четвёртом месте в мире по абсолютному количеству девушек младше 15 лет, состоящих в браке или живущих в неофициальном сожительстве с мужчиной. В Мексике вступление в брак до 18 лет допускается по согласию родителей, для девушек от 14 лет и для юношей от 16 лет.
В числе основных причин распространения детских браков в странах Латинской Америки называют бедность и отсутствие действующих законов о минимальном возрасте вступления в брак. Некоторые некоммерческие организации работают с местными сообществами Латинской Америки, чтобы создавать безопасные пространства для девочек-подростков и помочь решить проблему детских браков, в которых бедные люди, а также сельские жители и индейцы видят способ спасения от бедности.

### Северная Америка

#### Канада
В Канаде с 2015 года минимальный возраст вступления в брак составляет 16 лет, при этом возраст совершеннолетия устанавливается властями отдельных провинций и территорий Канады, и в разных провинциях составляет 18 или 19 лет. Вступление в брак до совершеннолетия требует согласия родителей или решения суда. Брак, в котором хотя бы один из супругов не достиг 16 лет, не будет зарегистрирован или признан властями Канады; согласно пункту 2.2 «Закона о гражданском браке» (англ. Civil Marriage Act), «лицо, не достигшее возраста 16 лет, не может вступить в брак». Проведение какой-либо негосударственной церемонии или религиозного обряда вступления в брак в отношении того, кто моложе 16 лет, является уголовным преступлением согласно ст. 293.2 Уголовного кодекса Канады: «Каждый, кто отправляет брачный обряд или церемонию, или участвует в ней, или способствует её проведению, заведомо зная, что хотя бы одно из лиц, вступающих в брак, не достигло возраста 16 лет — виновен в совершении преступления и наказывается лишением свободы сроком до пяти лет».

#### США
В США встречаются детские браки в том смысле, который ЮНИСЕФ вкладывает в это понятие: мужчина и женщина, формально состоящие в браке либо неформально сожительствующие, если хотя бы один из них — обычно женщина — моложе 18 лет. Неформальный детский брак встречается в США наиболее часто и официально именуется «сожительством» (англ. cohabitation). По данным на 2010 год одного из правительственных агентств США — Национального центра медицинской статистики — из всех девушек в возрасте от 15 до 17 лет в детском браке состояли 2,1 %, а если брать половозрастную группу девушек и женщин от 15 до 19 лет — в ней 7,6 % состоят в официальном браке либо неформальном союзе с мужчинами. В отдельных штатах и в отдельных этнических группах доля детских браков существенно выше средней по США. Так, среди испаноязычных американских девушек в возрасте от 15 до 17 лет «познали мужа» 6,6 %, а среди них же в возрасте 15—19 лет — 13 %. От несовершеннолетних матерей в США ежегодно рождается свыше 350 000 детей, и 50 000 из них оказываются уже не первенцами у малолетней мамы.
Законы, касающиеся детского брака, различаются в разных штатах США. В основном с 16 лет можно вступать в брак только с согласия родителей. А с 18 лет — и без согласия родителей (во всех штатах, кроме двух). Вступление в зарегистрированный брак лица моложе 16 лет в США возможно, но для этого обычно требуется и согласие родителей, и решение суда одновременно.
До 2008 года Фундаменталистская церковь Иисуса Христа Святых последних дней допускала детский брак, в том числе полигамный, в форме так называемого «духовного брака», в который девушка могла вступить тогда, когда она будет готова выносить и родить ребёнка, но в дальнейшем и у них минимальный брачный возраст был повышен, и с 2008 года эта церковь не венчает людей, не достигших установленного местным законом минимального возраста. Незадолго до этого руководитель ФЦИХСПД Уоррен Джеффс был обвинён в соучастии в растлении малолетних после того, как он провёл обряд венчания четырнадцатилетней невесты и девятнадцатилетнего жениха.
В марте 2008 года власти штата Техас посчитали, что дети, находящиеся на ранчо «Чаяние Сиона», жили в браках со взрослыми и подвергались сексуальной эксплуатации. В результате власти Техаса изъяли оттуда всех 468 детей и разместили их в пункте временного содержания штата Это решение было обжаловано, Верховный суд Техаса посчитал изъятие неправомерным, дети были возвращены родителям или другим родственникам.
Третьей женой музыканта Джерри Ли Льюиса стала его двоюродная сестра Мира Гэйл Браун (Myra Gale Brown), которой на тот момент было 13 лет.

## Последствия детских браков

Рождение детей женщинами от 15 до 19 лет в разных странах мира (количество деторождений на 1000 женщин этого возраста)

Раннее замужество и раннее начало половой жизни приводит к долговременным последствиям для женщины, некоторые из которых остаются и во взрослом возрасте. Женщина, вышедшая замуж в детском или подростковом возрасте, часто имеет различные проблемы со здоровьем, вызванные ранней первой беременностью и зачастую малыми перерывами между последующими беременностями и родами. Замужество и беременность в подростковом возрасте нередко приводит к социальной изоляции женщины, а при ранних родах велика вероятность осложнений. В бедных странах молодая жена и мать обычно уходит из школы и прекращает учёбу, и в дальнейшем для неё возможности получения образования и профессии значительно сокращаются или вообще теряются. В результате такая женщина оказывается в экономической зависимости от мужа или родственников, не может самостоятельно добывать средства к существованию и не имеет альтернативы браку. Малолетние жёны чаще, чем взрослые, становятся жертвами домашнего насилия, сексуальных злоупотреблений и супружеского изнасилования.

### Заболевания, материнская и младенческая смертность
Ранний брак может быть опасным для здоровья и жизни женщины. Осложнения беременности и родов — наиболее частая причина смерти женщин в возрасте от 15 до 19 лет в развивающихся странах. В этом возрасте вероятность умереть при родах вдвое выше, чем в 20—30 лет, а до 15 лет — она в 5—7 раз выше. Основная причина физиологическая незрелость юной женщины, у которой таз и родовой канал ещё недостаточно развиты. Это сильно затрудняет роды и увеличивает риск развития акушерского свища — до 88 % у рожениц моложе пятнадцати. При отсутствии надлежащего лечения (как правило, хирургического) этот свищ становится очень болезненным, приводит к стойкой нетрудоспособности, недержанию мочи и кала, заражению различными инфекционными заболеваниями, и такие последствия остаются до конца жизни женщины. А в ряде традиционных общин женщина, страдающая от свища, получает не только медицинские, но и социальные проблемы: подобные заболевания считаются «постыдными», «нечистыми», и если окружающие узнают об этом — начинают избегать общения с такой женщиной. Также у малолетних жён существенно выше риск заражения половыми инфекциями и малярией, развития рака шейки матки, чем у незамужних и у тех женщин, что вышли замуж после 20 лет.
Детский брак ставит под угрозу здоровье не только матери, но и её ребёнка. У матерей моложе 18 лет риск рождения недоношенных детей или детей с недостаточным весом — на 35—55 % выше, чем у 19-летних рожениц, а младенческая смертность — на 60 % выше. У детей малолетних матерей часто бывает ослабленный иммунитет, они чаще страдают от неправильного или недостаточного питания.

### Неграмотность и бедность
Для женщины вступление в ранний брак часто приводит к прекращению учёбы, особенно в бедных странах, где детские браки широко распространены. С другой стороны, необразованные девушки и женщины скорее выйдут замуж в юном возрасте; не имеющие никакого образования девушки вступают в брак до 18 лет примерно в два раза чаще, чем девушки со средним образованием. Став женой и матерью, девушка зачастую теряет прежние возможности получения качественного образования, а иногда вообще бросает школу, чтобы уделять больше внимания своим детям и домашним делам. Бывает и так, что консервативно настроенные родители забирают свою дочь из школы ещё за несколько лет до её замужества, полагая, что девушке не нужно образование для того, чтобы стать хорошей женой и матерью.
У необразованной женщины часто не оказывается возможности устроиться на достаточно оплачиваемую работу или каким-то другим путём самостоятельно добывать средства к существованию себе и своим детям, обрести экономическую независимость. В результате она всецело зависит от мужа или родственников, а в случае смерти мужа или расставания с ним может оказаться обречённой на бедность. Кроме того, если муж намного старше юной жены (как часто бывает), то вероятность рано овдоветь и потом испытывать серьёзные экономические и социальные проблемы на протяжении большей части свой жизни у неё намного больше, чем у женщины, вышедшей замуж в более взрослом возрасте.
По оценкам Всемирного банка и ICRW, каждый дополнительный год среднего образования снижает вероятность выхода замуж раньше 18 лет как минимум на 5 процентных пунктов.

### Домашнее насилие
Малолетние и малообразованные жёны подвергаются большему риску социальной изоляции и домашнего насилия, чем более образованные женщины, вышедшие замуж во взрослом возрасте. Часто после свадьбы малолетняя жена переезжает к мужу в другую местность, в результате чего оказывается оторванной от родительской семьи, друзей и школы, не может более получить ту социальную поддержку с их стороны, которую могла получать до замужества; многие мужья склонны вообще не выпускать своих жён из дома без особой необходимости. Кроме того, в семье мужа могут предъявлять к молодой женщине более высокие требования, чем предъявляли в родительской семье, но при этом полагать, что из-за своего пола и возраста она не способна принимать самостоятельные ответственные решения и должна во всём беспрекословно подчиняться мужу. Подобная изоляция может привести к серьёзным психологическим проблемам, включая депрессию.
Большая разница в возрасте с мужем облегчает совершение домашнего насилия, в том числе жестокого. Рано вышедшие замуж чаще становятся жертвами такого насилия, в том числе опасного для жизни и здоровья. Для молодой, психологически недостаточно развитой женщины регулярное домашнее насилие может привести к разрушительным психологическим последствиям на всю оставшуюся жизнь, в том числе к тяжёлой депрессии и попыткам самоубийства.

### Нарушение прав женщин
В нескольких конвенциях ООН детский брак и/или связанные с ним явления рассматриваются как нарушение прав человека. В числе таких международных документов: Всеобщая декларация прав человека, Конвенция о ликвидации всех форм дискриминации в отношении женщин, решения Комитета ООН по правам ребёнка. Ранний брак часто приводит к нарушению нескольких взаимосвязанных прав женщины: таких как равенство прав и обязанностей независимо от пола и возраста, право на получение наиболее качественной доступной медицинской помощи, право на образование, свобода передвижения, свобода от рабства, репродуктивные права и свободы, право на вступление в брак по свободному обоюдному согласию.

### Влияние на экономическое развитие
Высокая доля детских браков может негативно сказаться на экономическом развитии страны, потому что малолетние жёны часто не получают качественного профессионального образования и не участвуют в рынке труда. Некоторые исследователи и общественные активисты считают, что детские браки препятствуют достижению восьми целей тысячелетия и преодолению бедности. ЮНИСЕФ проводил социально-экономическое исследование по этой теме в Непале и пришёл к выводу, что детские браки способствуют ухудшению состояния здоровья населения, снижению производительности труда, бедности, и что если все девушки будут выходить замуж не ранее 20 лет, то их суммарный доход увеличится на величину, равную 3,87 % ВВП страны. По данным совместного доклада Всемирного банка и ICRW, ранние браки в развивающихся странах нанесут совокупный экономический ущерб в размере нескольких триллионов долларов к 2030 году. Вышедшие замуж в 13 лет в среднем рожают на 26 % больше детей, чем вступившие в брак после 18 лет, что способствует бурному росту населения в развивающихся странах, и без того имеющих проблему перенаселения и несущих убытки из-за неё. По оценкам авторов доклада, отказ от ранних браков в 15 развивающихся странах позволит снизить коэффициенты фертильности в среднем на 11 %, что увеличит суммарную прибыль их экономик на 500 млрд. долларов США в год.

## Предотвращение детских браков
В ноябре 1962 года Генеральной Ассамблеей ООН была принята и открыта для подписания «Конвенция о согласии на вступление в брак, брачном возрасте и регистрации браков», обязывающая присоединившиеся государства законодательно установить минимальный брачный возраст и не допускать вступления в брак ранее этого возраста, кроме как по серьёзным причинам и в интересах вступающих в брак, а также не допускать принудительных браков. В декабре 2011 года ГА ООН приняла резолюцию A/RES/66/170, и был установлен Международный день девочек, отмечаемый ежегодно 11 октября.
В 2013 году Совет по правам человека ООН принял свою первую резолюцию против детских, ранних и насильственных браков; в ней детский брак был признан нарушением прав человека, а в повестку глобального развития после 2015 года было включено стремление покончить с этой практикой.
В 2014 году Комиссия ООН по положению женщин издала документ, в котором, помимо прочего, отмечалась необходимость искоренения детских браков.
Всемирная организация здравоохранения рекомендует в первую очередь уделить больше внимания образованию девочек, усилить работу правоохранительных органов по обеспечению соблюдения существующих законов о минимальном возрасте вступления в брак, а также информировать взрослых в сообществах, практикующих детские браки, о связанных с ними рисках.
В программах по предотвращению детских браков используются различные подходы: расширение реальных прав девочек, просвещение родителей насчёт рисков раннего брака, повышение уровня осознанности в местном сообществе, поддержка образования девочек, расширение экономических возможностей девочек и их семей, позволяющее найти другое решение экономических проблем, нежели ранний брак дочери. Исследования показали, что наиболее эффективными мерами оказываются материальная поддержка, поддержка образования и трудоустройства женщин, предпринимаемые совместно.
В Малави девушки из семей, участвующих в программе безусловных денежных субсидий, направленной на стимулирование получения девочками образования, выходят замуж и рожают первого ребёнка позже, чем их ровесницы, не участвовавшие в программе. Эффективность безусловных субсидий в предотвращении детских браков оказалась выше, чем условных. По мнению исследователей, это показало, что главная причина ранних браков в Малави — сложное экономическое положение семей родителей девушек, и потому облегчение финансового бремени многодетных семей снижает мотивацию выдавать дочерей замуж в слишком юном возрасте. Подобные меры материальной поддержки семей приняты также властями индийского штата Харьяна. Там малообеспеченные семьи получают пособия при условии, если их дочери учатся в школе и не выходят замуж ранее 18 лет. Среди девушек из семей, получающих такую поддержку, доля детских браков существенно ниже, чем среди их ровесниц из других семей. В 2004 году «Совет населения» в сотрудничестве с местными властями региона Амхара (Эфиопия) осуществляли сходную программу поддержки семей. Родители получали пособие при условии, что все их дочери продолжат обучение в школе и останутся незамужними в течение первых двух лет участия в программе. Также проводились информационно-просветительские мероприятия и оказывалась поддержка учащимся девочкам. Программа оказалась эффективной: через два года после её начала в семьях, участвующих в программе, доля учащихся в школе девочек была в три раза больше, а доля несовершеннолетних замужних — в десять раз меньше, чем в неучаствующих семьях. Другие программы предотвращения детских браков также включали в себя мероприятия по защите прав девочек, образованию, половому и репродуктивному здоровью, финансовой грамотности, развитию навыков жизни и общения, поддержке общественных деятелей.
По данным UNICEF, опубликованным 8 марта 2021 года, пандемия COVID-19 существенно осложнила работу по предотвращению детских браков, и наблюдавшееся в предыдущие несколько лет постепенное снижение их частоты в 2020 году сменилось небольшим ростом. Одно из предполагаемых причин стал временный перевод части школьниц на дистанционное обучение, после которого некоторые из них не вернулись в школы из-за замужества. Кроме того, в ряде мест деятельность организаций, оказывающих социальную помощь девушкам и семьям, во время пандемии была приостановлена, сокращена или затруднена. В условиях изоляции участились случаи домашнего насилия, в том числе насильственной выдачи замуж; экономические последствия пандемии оказались очень тяжёлыми для некоторых малообеспеченных семей, что также могло способствовать выдаче замуж малолетних дочерей.

## Пояснения
1. ↑  англ. The numerous references to child marriage in the 16th- century Responsa literature and other sources, shows that child marriage was so common, it was virtually the norm. In this context, it is important to remember that in halakha, the term ‘minor’ refers to a girl under twelve years and a day. A girl aged twelve and a half was already considered an adult in all respects.
2. ↑  
Хотя действующий Кодекс канонического права устанавливает (канон 1083) минимальный возраст вступления в действительный брак в 16 лет для мужчин и 14 лет для женщин[33][34], канон 97 того же кодекса рассматривает лиц моложе 18 лет как несовершеннолетних, находящихся во власти родителей[33][35]. Если же по государственному закону брак не может быть заключён или признан, или если он совершается без ведома или согласия родителей — церковное венчание может производиться только с предварительного разрешения местного ординария[33][36]. Кроме того, каждая конференция епископов может установить больший возраст законного брака[33][37]. А канон 1072 обязывает пастора отговаривать прихожан от вступления в брак до достижения обычного брачного возраста, принятого в регионе их проживания[33][38]. Эдвард Н. Питерс[англ.] объясняет, что канон 1083 уполномочивает местные епископские конференции повышать минимальный брачный возраст на своей территории для того или иного народа, принимая во внимание местные условия и обстоятельства, связанные с заключением брака[39]. В других канонах устанавливаются другие условия католического церковного брака в целом: например, если хотя бы один из новобрачных, независимо от его возраста, не способен осознавать значение брака, не понимает основных супружеских прав и обязанностей — такой брак не может быть заключён[33][40].
3. ↑  В одних источниках указано 6 лет, в других — 7 лет[41].
4. ↑  
В большинстве источников — 9 лет, в одном — 10 лет[41]. Ахмадийская Мусульманская Община опубликовала работу Мухаммада Али[араб.] из Пакистана, в которой тот утверждал, что Сахих аль-Бухари недостоверен, и что Аиша могла выйти замуж в подростковом, а не детском возрасте[42]. Но взгляды ахмадийцев на вероучение и историю ислама полностью разделяются меньшинством мусульман, а для большинства они являются очень спорными утверждениями[43][44].